# Milánské panství
Milánské panství (italsky Signoria di Milano, lombardsky Signoria de Milan) byl stát na severu Apeninského poloostrova s hlavním městem Milán. Byl založen roku 1259 Martinem della Torre. Tento rod náležející ke guelfům ovládal město až do roku 1277, kdy se moc dostala do rukou Viscontiů. Jejich nadvláda vedla k řadě výbojů, které je v roce 1395 přivedla k vévodskému titulu.

## Symbolika

Vlajka (1277–1395) se znakem Viscontiů

erby pánů Milána
Della Torre (1259–1274)
Della Torre (1274–1277)
Viscontiové (1277–1395)